# Richard Wallaschek
Richard Wallaschek, född 16 november 1860 i Brünn, död 24 april 1917 i Wien, var en österrikisk musikolog.
Wallaschek blev juris och filosofie doktor, skrev några juridiska arbeten, men ägnade sig mest åt etnologi och tonpsykologiska studier, genomforskade åren 1890–1895 British Museums skatter, samt blev 1896 privatdocent och sedermera e.o. professor i tonkonstens estetik och psykologi vid Wiens universitet.